# Cucumis kirkbridei
Cucumis kirkbridei là một loài thực vật có hoa trong họ Cucurbitaceae. Loài này được Ghebret. & Thulin mô tả khoa học đầu tiên năm 2007.